# Kenny Davis
Kenneth Brian Davis, detto Kenny (Slat, 12 settembre 1948), è un ex cestista statunitense, attivo a livello amatoriale nella AAU.

## Carriera
Dopo la sua carriera amatoriale nel college di Georgetown, e un breve periodo con la squadra della Lexington Marathon Oil nella AAU, venne nominato capitano della squadra nazionale americana nelle Olimpiadi di Monaco di Baviera del 1972. All'indomani del controverso finale della celebre partita che assegnava la medaglia d'oro tra gli Stati Uniti e l'Unione Sovietica, Davis guidò la squadra nel disertare la cerimonia di premiazione della medaglia di argento. Successivamente dispose una clausola sul suo testamento diffidando i familiari e la discendenza da un eventuale ritiro postumo dell'onorificenza, tuttora conservata insieme alle altre nel caveau di una banca a Losanna, in Svizzera.
Dopo la fine delle Olimpiadi, Davis preferisce concludere la sua carriera nel basket non passando al professionismo – nonostante l'opportunità di passare ai New York Knicks nella NBA – diventando rappresentante di vendita di un'azienda di calzature, attività che esercita fino al 2012, anno del suo pensionamento. Oggi risiede a Garrard County, nel Kentucky.